# Camden Passage
Camden Passage en gågade, der ligger ud til Upper Street i London Borough of Islington. Passagen er kendt for sine mange antikvitetshandlere, og der afholdes et antikvitetsmarked onsdag og lørdag formiddag. Gaden blev bygget som en gyde langs bagsiden af husene på Upper Street, der tidligere var Islington High Street i 1767.
Antikmarkedet blev grundlagt i 1960'erne sammen med Metropolitan Borough of Islington af John Payton. Foretagenet startede meget succesfuldt ud, og fik over 350 stadeholdere og handlende. I nyere tid har Islington centrum gennemgået en del genopbygning og renovering, hvilket har ført højere husleje. En tidligere jernbanebygning, der havde været forladt i nogle år, genåbnede den 14. november 1979 som en butiksarkade med antikvitetsbutikker, der på sit højeste havde 35 i stueetagen og kælderen. Bygningen indeholdt også andre erhverv såsom restauranter, men stedet lukkede i 2008. I 2013 blev det en Jack Wills-butik, og i 2014 var det en Superdry-butik. Arkadens lukning reducerede antallet af antikvitetshandlere betragteligt, men der afholdes stadig antikmarkeder i weekenden. Bygning er listed af anden grad. English Heritage beskriver at dens arkitektur er påvirket af og en hyldest til Newgate Prison (af George Dance the Younger), der blev revet ned i 1902, tre år inden denne bygning blev opført af LCC.
I Camden Passage ligger også pubben Camden Head, der afholder comedy nights med lokale komikere.